# Sokołowiec
Sokołowiec (německy Falkenhain) je obec v polském Dolnoslezském vojvodství. Nachází se v okrese Złotoryja a je součástí gminy Świerzawa.

## Geografie
Sokołowiec leží v nadmořské výšce 280 až 320 metrů na území severního předhůří Kačavských hor. Vesnická zástavba je protažena v délce 5,6 km podél potoka Czermnica, který po soutoku se Skorou u Pielgrzymky přejímá její jméno. Skora je pravostranným přítokem Czarne Wody, která na území Legnice ústí do Kačavy (Kaczawa). Vesnice se dělí na horní, prostřední a dolní část. Na jih od obce se nachází skupina kopců vulkanického původu, známá jako Sokołowskie Wzgórza. Malá pahorkatina se skládá z vrchů Bucze Wielkie, Bucze Małe, Barania Czuba, Sokołowa Góra a Skąpa. Ve smíšnených lesích s duby, buky a smrky rostou chráněné druhy rostlin a proto se zde připravuje vyhlášení přírodní rezervace. Necelých 5 km vzdušnou čarou směrem na západ od Sokołovce se nachází sopečný vrch (přírodní rezervace) Ostrzyca (501 m n. m.), kterému se přezdívá „polská Fudžijama“.

## Historie
Sokołowiec byl vybudován jako lesní lánová ves zřejmě ve 12. století. Sídlo bylo zmíněno již roku 1200 jako Dorf Valcnai a poté v roce 1206 jako Falkenstein a též Falkenhain.

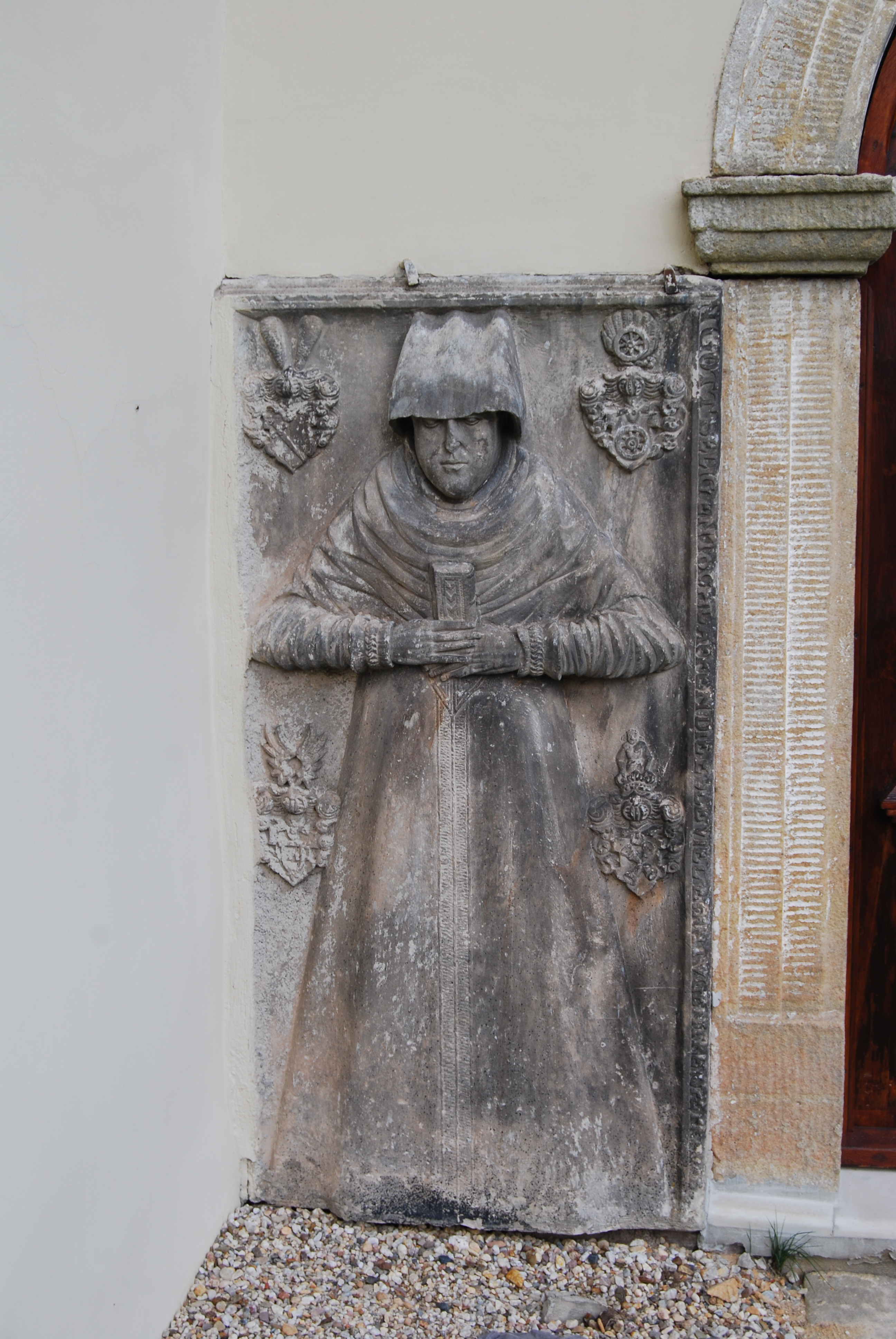
Epitaf u kostela svaté Jadwigy

Pravděpodobně kníže Jindřich I. Bradatý daroval ves cisterciákům, kteří zde nechali vybudovat kostel. Na Grodowem Wzgórze (Hradní vrch – 386 m n. m.) západně od obce stával menší hrad, který poprvé zanikl po vpádu husitských vojsk. Později byl hrad obnoven a sídlil v něm loupeživý rytíř Cunzo de Pedril se svojí družinou. V roce 1475 loupežník dopaden, hrad byl zbořen a v pozdějších letech se po něm nezachovaly žádné stopy.
V období náboženské reformace se Sokołowiec stal jednou z prvních evangelických obcí. Až do první poloviny 19. století byl Sokołowiec velkou a bohatou vesnicí, v níž m, j, byly dva kostely a dvě školy. V roce 1848 jej však postihl velký požár, během něhož bylo zničeno 38 hospodářství, kostel, škola, panský dvůr i pivovar. Následně byla v celém Slezsku vyhlášena sbírka na obnovu vesnice.
Po vysídlení německého obyvatelstva v roce 1945 se Sokołowiec stal součástí polského Dolního Slezska. V letech 1975 –1998 obec náležela do Jeleniogórského vojvodství. Sokołowiec je druhou největší vesnicí v gmině Świerzawa.

## Památky
Na seznamu Národního ústavu dědictví (Narodowy Instytut Dziedzictwa) polského Ministerstva kultury je zapsáno několik významných architektonických a historických památek:
- Farní kostel svaté Jadwigy (Kościół parafialny św. Jadwigi) – původně románský kostel z první poloviny 13. století, přestavovaný v 16. a 18. století. Kostel byl obnoven po požáru v roce 1848 a později několikrát opraven. V interiéru kostela jsou dřevěné barokní oltáře z 18. století a bývala zde též gotická socha madony s děťátkem z 15. století, později přemístěná do Arcidiecézního muzea v Legnici. Na zdech jsou zachované kamenné epitafy a renesanční náhrobky. Součástí památky je přilehlý hřbitov a budova fary.
- Pałac górny – tzv. „horní zámek“ v místní části Sokołowiec Górny. Zámek z druhé poloviny 19. století, v roce 1989 kompletně opravený. Zámek je v soukromém vlastnictví, není veřejnosti přístupný. Součástí památky je krajinářský park, založený v 19. století.
- Pałac w Sokołowcu Środkowym (zámek v Prostředním Sokołowci) – zámek z počátku 19. století s přilehlým parkem. Objekt, zapsaný na seznam památek v roce 1979, je zpustlý a částečně pobořený.
- Pałac w Sokołowcu Dolnym (zámek v Dolním Sokołowci) – ruiny původně barokního zámku z přelomu 17. a 18. století, později přestavěného. Součástí komplexu byly přilehlé hospodářské budovy a park, založený koncem 18. století. V okolí jsou pozůstatky letohrádku a rodinného mauzolea někdejších majitelů panství.[4]
- Zespół dworski z folwarkiem – hospodářské budovy s poplužním dvorem z počátku 19. století, přestavěné koncem 19. století. Část objektu slouží ke zpracování ovoce a jako výrobna zavařenin. V letech 1870 – 1871 byl poblíž hospodářského dbora postaven pomník obětem bálky z roku 1866.[6]

## Fotogalerie

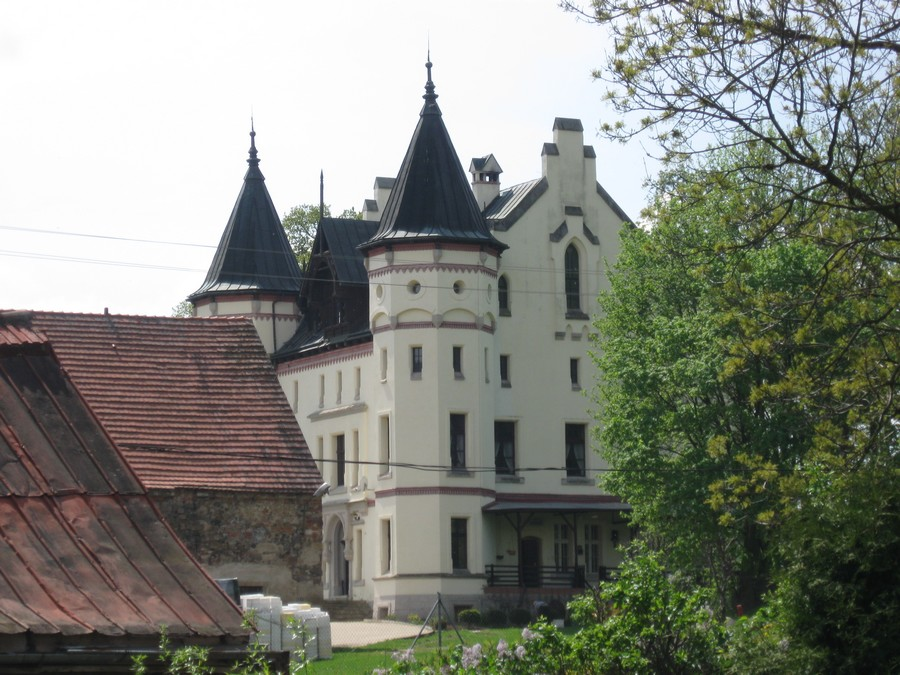
Zámek v Sokołowci Górném
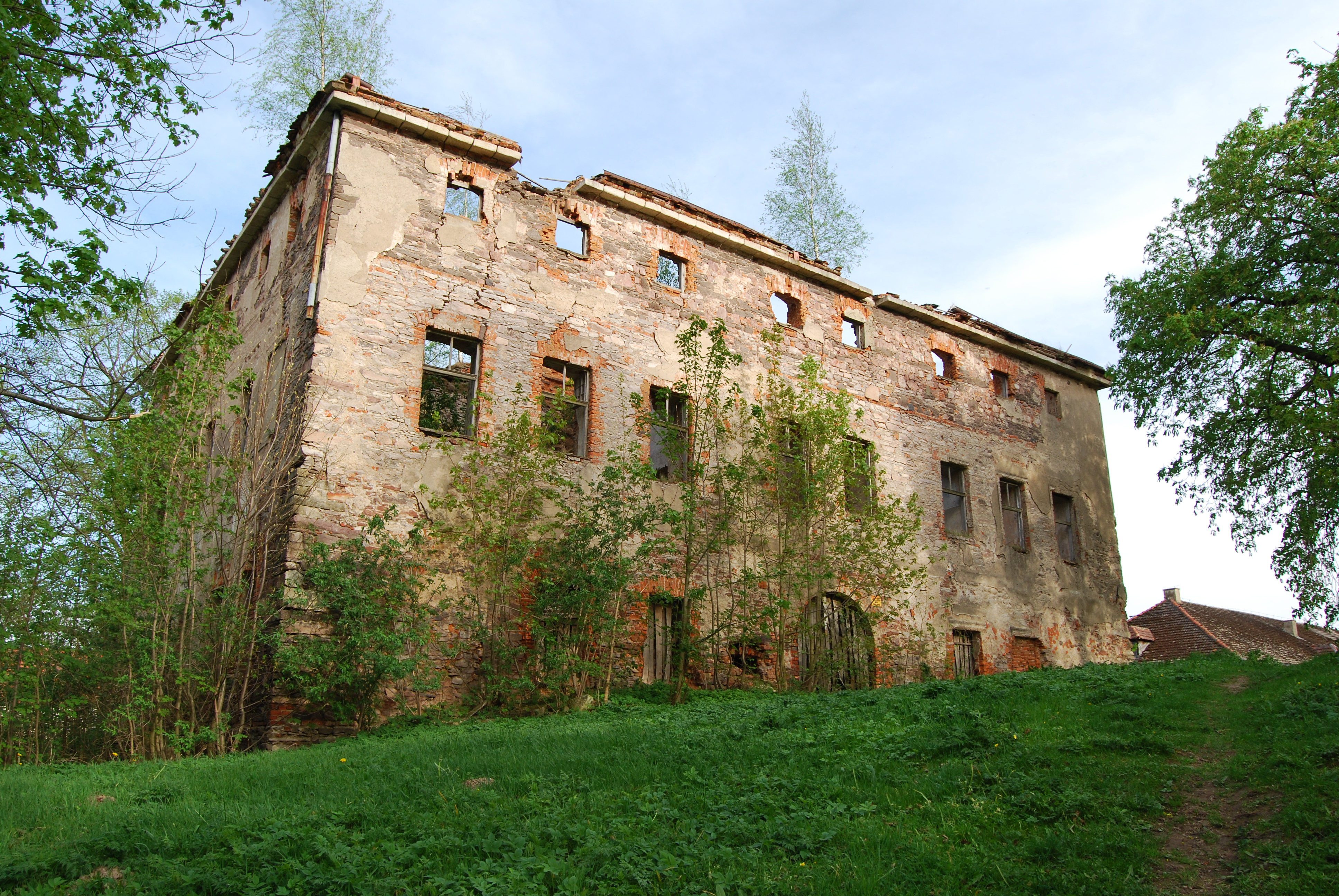
Zříceniny zámku v Sokołowci Środkowém
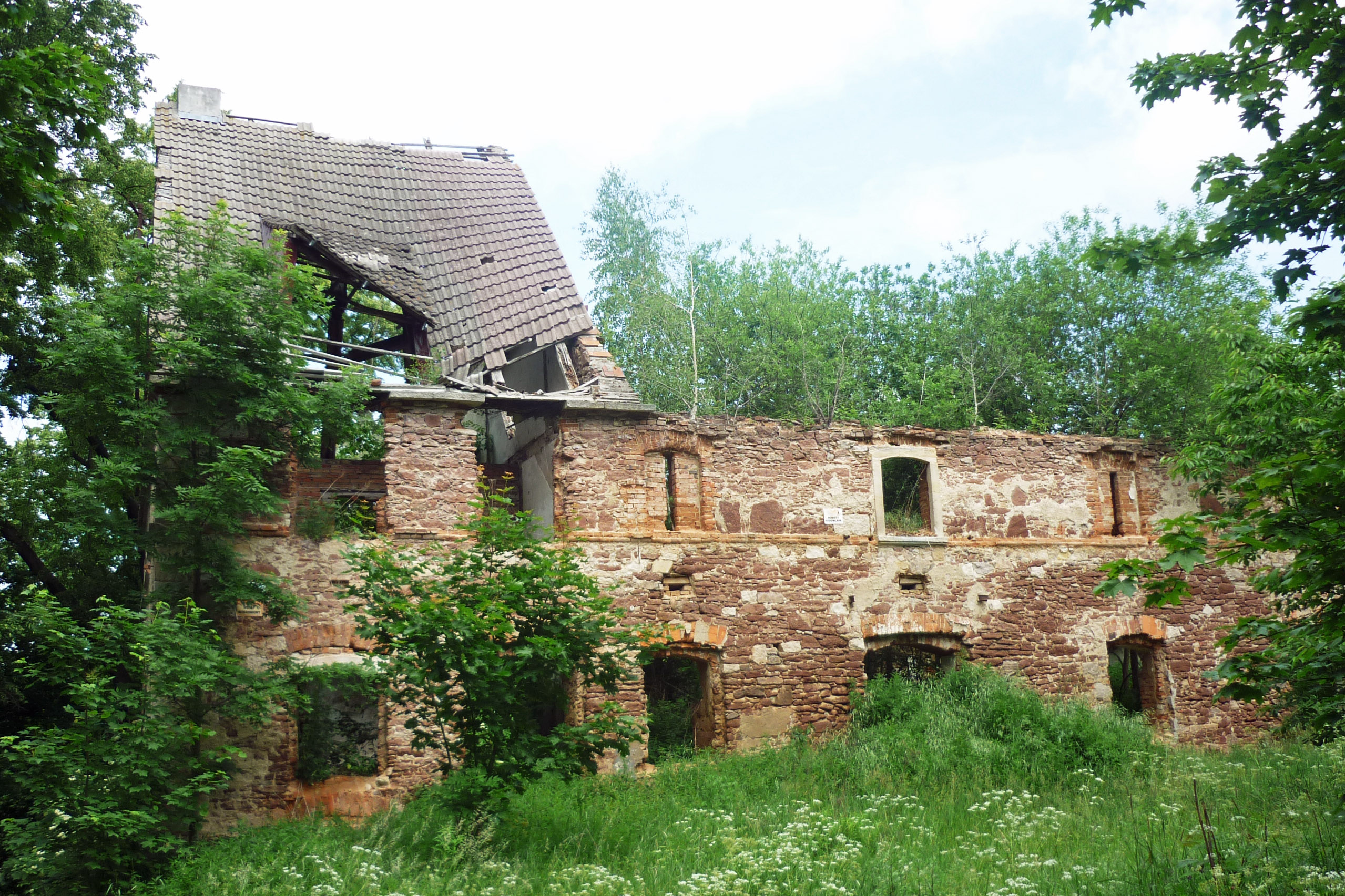
Ruiny hospodářských budov u zámku v Sokołowci Dolném
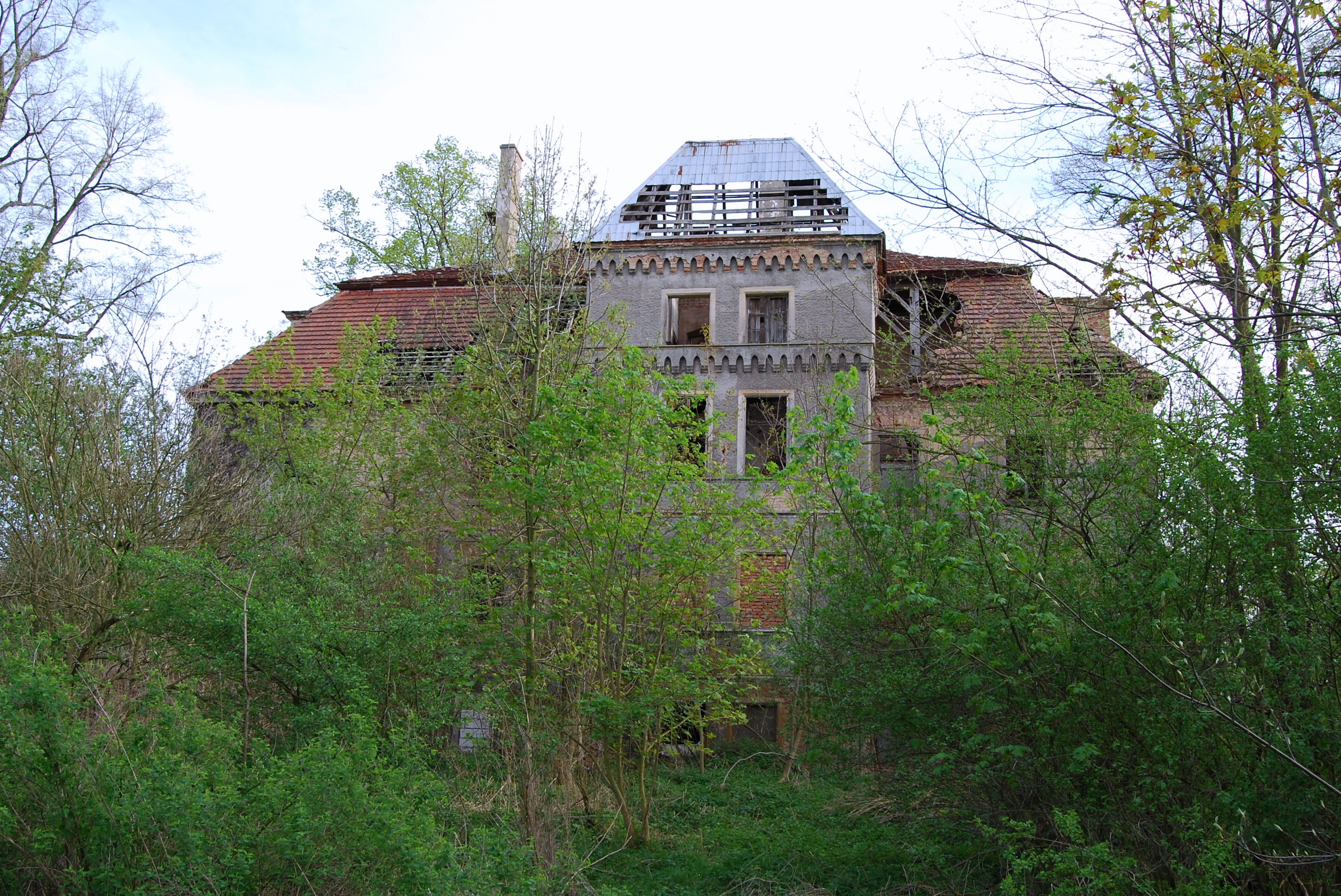
Pozůstatky zámku v Sokołowci Dolném
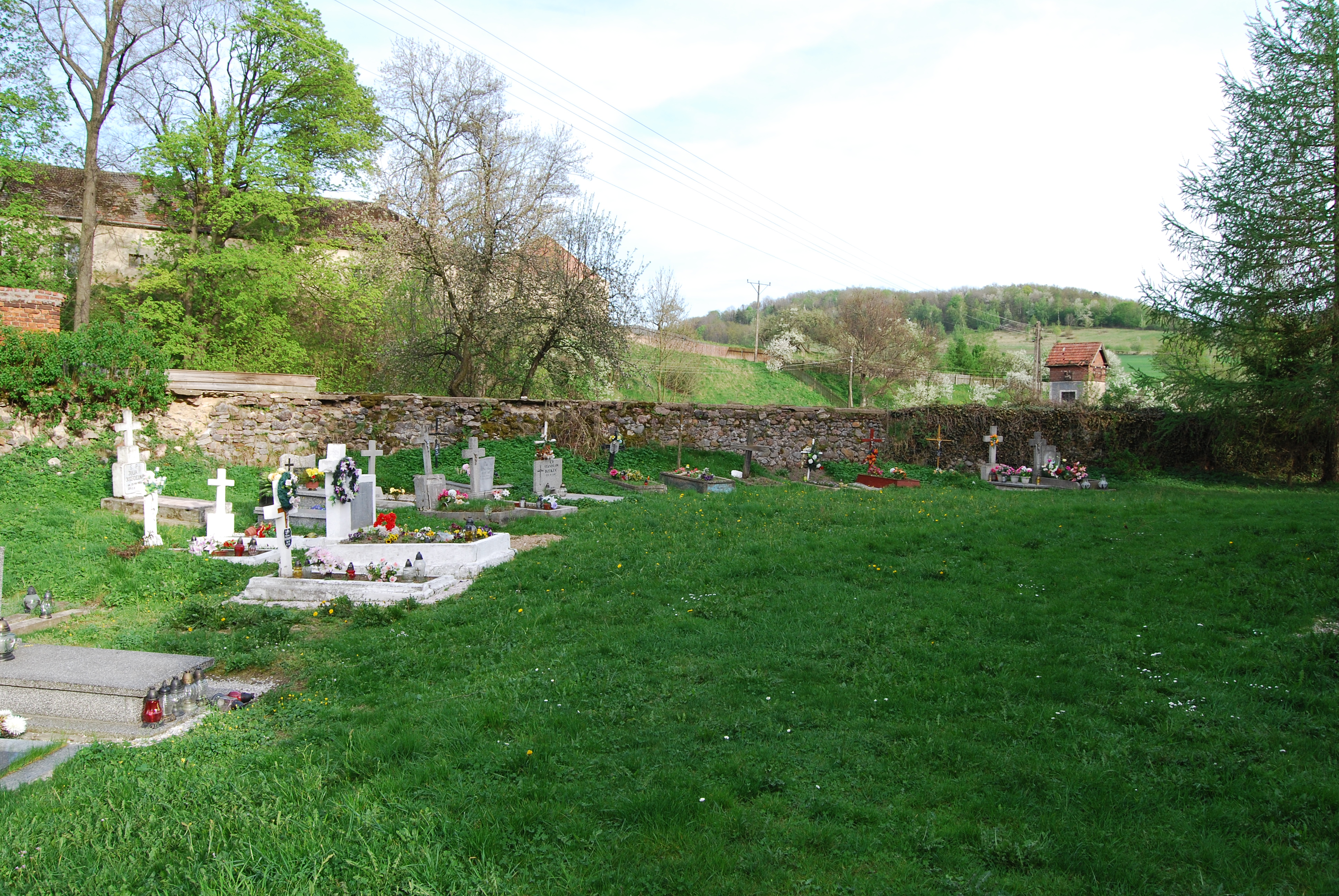
Hřbitov v Sokołowci

## Naleziště drahých kamenů
V okolí Sokołowce je několik mineralogických lokalit, na nichž se vyskytují acháty, ametysty i vzácný prasiolit. Naleziště achátů, záhnědy, ametystu, olivínu a dalších minerálů, zvané „Piekiełko“ v údolí mezi kopci Wygorzel, Wołek a Czeska Góra, přináležejícím k sousední obci Nowy Kościól, je od Sokołowce Dolného vzdáleno jen cca 1,5 km. Vzácný přírodní prasiolit (tzv. „zelený ametyst“) byl nalezen v oblasti mezi Sokołowským Wzgórzem, Łysou Górou, Gradowou a Sądereckým Wzgórzem. V červnu roku 2013 byl prasiolit objeven na další lokalitě u Sokołowce. 